# Rodney Williams
Sir Rodney Williams, né le 2 novembre 1947 à Swetes, est un homme d'État antiguais. Il est gouverneur général d'Antigua-et-Barbuda depuis le 14 août 2014.

## Biographie
Rodney Williams est le fils d'Ernest Emmanuel Williams, ancien représentant parlementaire du Parti travailliste d'Antigua (ALP) dans la circonscription de St Paul, et d'Irene B. Williams, éducatrice professionnelle à Antigua-et-Barbuda.

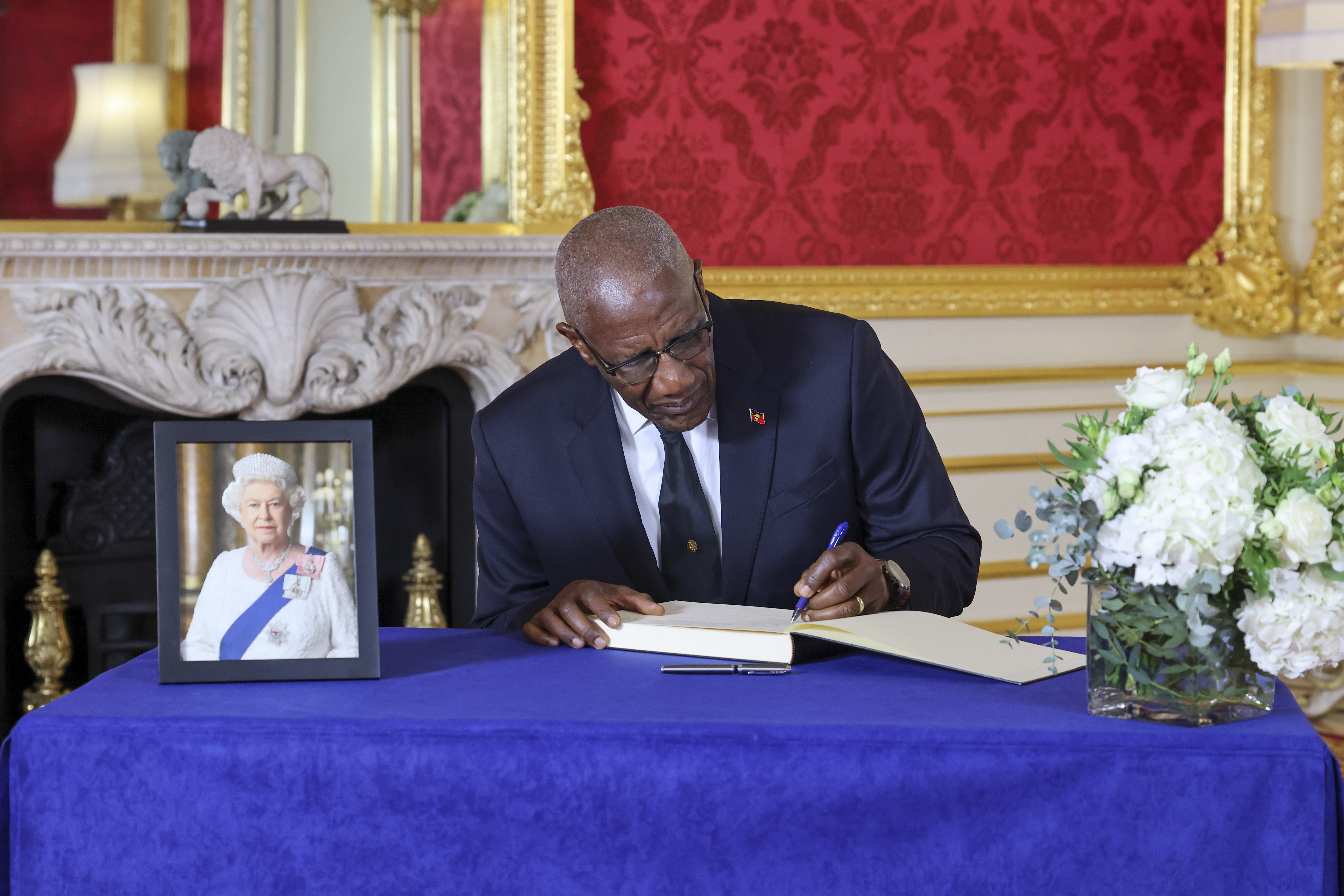
Rodney Williams signe le registre de condoléances pour Élisabeth II à Lancaster House (17 septembre 2022).

Médecin de profession, Rodney Williams entre en politique en 1984 en tant que député de la circonscription de St Paul, représentée auparavant par son père. Entre 1992 et 2004, il fait partie du Cabinet en tant que ministre, détenant successivement ou conjointement divers portefeuilles comme le développement économique, le tourisme et l’environnement. Il est notamment ministre de l’Éducation, de la Culture et de la Technologie de 1994 à 2004. Rodney Williams reste député de St Paul jusqu'en 2004, date à laquelle il perd son siège à l'occasion des élections législatives, où le Parti travailliste d'Antigua est défait par le Parti progressiste unifié (UPP).
Nommé par la reine Élisabeth II, Rodney Williams prête serment le 14 août 2014 en tant que quatrième gouverneur général d'Antigua-et-Barbuda.

## Distinctions
Rodney Williams est fait chevalier grand-croix de l'ordre de Saint-Michel et Saint-Georges (GCMG) par la reine Élisabeth II, le 17 octobre 2014. En novembre 2014, Rodney Williams est investi en tant que chevalier grand-croix de l'ordre royal de François Ier par le prince Charles de Bourbon des Deux-Siciles, duc de Castro.